# 10月29日
10月29日是阳历一年中的第302天（闰年第303天），离全年的结束还有63天。

## 大事记

### 20世纪前
- 前539年：波斯國王居魯士二世率領阿契美尼德王朝軍隊佔領新巴比倫王國所在地巴比倫。
- 437年：西罗马皇帝瓦伦丁尼安三世迎娶东罗马皇帝狄奧多西二世之女，联合了狄奥多西王朝的两个分支。
- 1268年：由於在塔利亞科佐戰役中被安茹的查理擊敗，施瓦本公爵康拉丁於那不勒斯依叛國罪處以斩首，施瓦本公國在實質上滅亡。
- 1675年：神聖羅馬帝國哲學家、數學家哥特佛萊德·威廉·萊布尼茲首次使用了长s符号“∫”，作为积分的标志。
- 1787年：奧地利作曲家沃夫岡·阿瑪迪斯·莫札特的歌劇《唐·喬凡尼》於布拉格城邦劇院首演。
- 1859年：西班牙对摩洛哥宣战。
- 1863年：由巴登、巴伐利亞、法國、大不列顛、漢諾威、黑森、意大利、荷蘭、奧地利、普魯士、俄國、薩克森、瑞典和西班牙於瑞士日內瓦成立國際人道主義組織“紅十字國際委員會”。

### 20世紀
- 1911年：辛亥革命：山西宣布独立，推举阎锡山为都督，开始其在山西的38年统治。
- 1913年：萨尔瓦多洪灾，数千人死亡。
- 1914年：第一次世界大戰：鄂圖曼土耳其帝國加入同盟國，对協約國宣战。
- 1916年：第一次世界大戰：阿拉伯人在汉志起义，反对鄂圖曼土耳其帝國。
- 1918年：德意志帝國海軍公海艦隊約4萬名官兵拒絕出海命令，揭開德國十一月革命的序幕。
- 1922年：墨索里尼成为意大利王國首相。
- 1923年：繼承鄂圖曼土耳其帝國的土耳其共和國正式成立，由穆斯塔法·凱末爾·阿塔圖克擔任首任總統。
- 1923年：德国共产党在汉堡发动起义。
- 1929年：美國紐約華爾街股市完全崩盤，揭開全球「經濟大恐慌」的序幕。
- 1944年：波蘭第1裝甲師解放了荷兰城市布雷达。
- 1944年：苏联红军进入匈牙利。
- 1955年：中華人民共和國发现位於新疆維吾爾自治區克拉瑪依市的克拉玛依油田。
- 1956年：以色列入侵埃及西奈半島，並進逼蘇伊士運河，第二次中東戰爭爆發。
- 1956年：摩洛哥自西班牙收复丹吉尔的行政權。
- 1958年：苏联作家帕斯捷尔纳克迫于政府压力，放弃诺贝尔文学奖。
- 1962年：在联合国秘书长吴丹的要求下，美國停止封锁古巴，古巴导弹危机告一段落。
- 1964年：中華人民共和國與尚比亞共和國建交。
- 1964年：坦干伊加和尚吉巴合并成为坦尚尼亞聯合共和國。
- 1969年：通过ARPANET，首次实现了两台计算机的互联。
- 1974年：莫羅第四度出任意大利總理。
- 1980年：伊朗人质危机：美国政府在佛罗里达进行直升机模拟营救，在参与演习的直升机坠毁后，美国放弃了武力营救人质的计划。
- 1983年：土耳其发生地震，1300人死亡。
- 1986年：英國首相柴契爾夫人宣布英國M25高速公路全線貫通，為英國最繁忙的高速公路。
- 1991年：伽利略號探測器在前往木星的過程中掠過小行星951，成為第一個造訪小行星的人類飛行器。
- 1991年：中国棋手谢军击败苏联棋手瑪雅·齊布爾達尼澤，获得國際象棋女子世界冠军，这是第一个非苏联籍的女子国际象棋世界冠军。
- 1997年：阿根廷足球运动员马拉多纳退役。
- 1998年：美国首位进入地球轨道的宇航员，77岁高龄的约翰·格伦在时隔36年后，搭乘发现号航天飞机重新进入太空执行STS-95任务。
- 1998年：飓风米奇襲擊宏都拉斯、瓜地馬拉和尼加拉瓜等地，造成超過11,000人死亡。

### 21世紀
- 2001年：香港油塘四山街一座拆卸中工業大廈倒塌，共造成六人死亡八人受傷。
- 2001年：《聯合國氣候變化綱要公約》第7屆締約方會議召開。
- 2002年：越南胡志明市发生大爆炸，60余人死亡，100余人失踪。
- 2002年：青藏铁路清水河大橋主體工程完工。
- 2004年：諾羅敦·西哈莫尼登基成為柬埔寨王國新國王，繼承此前以年邁及健康欠佳為由宣佈退位的诺罗敦·西哈努克的王位。
- 2004年：歐洲聯盟成員國代表在義大利羅馬簽署《歐盟憲法》，不過多個國家因為爭議而擱置批准。
- 2005年：第四屆東亞運動會在中國澳門開幕。
- 2005年：印度首都新德里發生的三次爆炸，造成至少61人死亡、188人受傷，當中包括外籍人士。（詳見：2005年10月29日新德里爆炸條目）
- 2006年：奈及利亞ADC航空公司53航班從納姆迪·阿齊基韋國際機場起飛後不久墜毀。機上104人中只有7人生還。
- 2007年：Google公司在中國登記註冊了史上最短的網域名稱「g.cn」。
- 2008年：美国达美航空公司宣布合并美国西北航空公司，一举成为世界上最大的航空公司。
- 2009年：国防科学技术大学成功研制中国首台每秒峰值速度过千万亿次的天河一号超级计算机，峰值速度达每秒1206万亿次。
- 2013年：馬爾馬拉項目的第一階段開通了穿越博斯普魯斯海峽的海底鐵路隧道（英语：Marmaray Tunnel）。
- 2015年：中国大陆全面放弃一胎政策。
- 2016年：考古學家在位於耶路撒冷舊城的聖墓教堂內發現疑似耶穌被埋葬及復活的墳墓洞穴。
- 2018年：獅子航空一架波音737 MAX客機自印尼蘇加諾-哈達國際機場起飛後不久於爪哇島外海墜毀，機上189人全數罹難。
- 2022年：韓國首爾龍山區梨泰院舉行的萬聖節活動發生踩踏事故，造成至少151人死亡、82人受傷。
- 2024年：西班牙东南部巴倫西亞自治區、卡斯蒂利亚-拉曼恰和安達盧西亞等地因暴雨发生洪水，至少217人死亡、2000多人失踪，为西班牙历史上死伤最严重的洪水。

## 出生
- 1504年：申師任堂，朝鮮王朝女性書畫家、作家、儒學者、詩人（1551年逝世）
- 1507年：费尔南多·托莱多，西班牙将領（1587年逝世）
- 1656年：愛德蒙·哈雷，英國天文學家（1742年逝世）
- 1740年：詹姆士·包斯威爾，英國傳記作家（1795年逝世）
- 1765年：泰奧多爾·馬克西姆·加贊，法國將軍（1845年逝世）
- 1831年：奧斯尼爾·查爾斯·馬許，美國古生物學家（1899年逝世）
- 1866年：安東尼奧·盧納，菲律賓將軍（1899年逝世）
- 1866年：山姆·艾德，挪威工程師、企業家（1940年逝世）
- 1866年：卡爾·古斯塔夫·伊特，德國天文學家（1946年逝世）
- 1873年：吉列爾莫·瓦倫西亞，哥倫比亞政治人物、外交官、詩人、翻譯家（1943年逝世）
- 1878年：亚历山大·馮·法肯豪森，德國将領（1966年逝世）
- 1879年：，德國總理（1969年逝世）
- 1887年：林茂生，台灣第一位哲學博士（1947年逝世）
- 1889年：李大钊，中國共产党始創人之一（1927年逝世）
- 1897年：約瑟夫·戈培爾，德國纳粹党主要領導人之一（1945年逝世）
- 1901年：安娜·瑪麗亞·貝拉·魯比歐，西班牙超級人瑞（2017年逝世）
- 1910年：艾爾弗雷德·朱爾斯·艾耶爾，英國哲學家（1989年逝世）
- 1910年：周美玉，中華民國陸軍少將（2001年逝世）
- 1917年：哈羅德·加芬克爾，美國社會學家（2011年逝世）
- 1920年：巴茹·贝纳塞拉夫，委內瑞拉裔美國醫學家（2011年逝世）
- 1923年：卡尔·杰拉西，奧地利裔美國化學家、小說家（2015年逝世）
- 1925年：克勞斯·羅特，德裔英國數學家（2015年逝世）
- 1926年：琼·维克斯，加拿大男高音、音樂博士（2015年逝世）
- 1929年：叶夫根尼·马克西莫维奇·普里马科夫，俄羅斯前任總理（2015年逝世）
- 1929年：廖本懷，香港政府官員
- 1930年：妮基·桑法勒，法國雕塑師、畫家、電影導演（2002年逝世）
- 1935年：高畑勲，日本動画導演、製作人（2018年逝世）
- 1938年：拉爾夫·巴克希，美國動畫、真人電影導演
- 1938年：，賴比瑞亞政治人物，第24任賴比瑞亞總統，2011年諾貝爾和平獎得主
- 1939年：水野英子，日本漫畫家
- 1942年：鮑伯·魯斯，美國畫家、主持人（1995年逝世）
- 1944年：芭芭拉·施塔姆，德國政治人物（2022年逝世）
- 1945年：小栗康平，日本電影導演
- 1946年：彼得·格林，英國布魯斯搖滾吉他手（2020年逝世）
- 1947年：李察·德雷福斯，美國男演員
- 1947年：海倫·庫南，澳洲通訊、信息技術、與文藝部長
- 1948年：弗蘭斯·德瓦爾，荷蘭靈長類學家、動物行為學家
- 1950年：阿卜杜拉·居爾，土耳其政治人物，第11任土耳其總統
- 1952年：內通博·南迪-恩代特瓦，納米比亞政治人物
- 1954年：久葛利·岱拉巴耶夫，哈薩克政治人物
- 1957年：丹·卡斯泰拉内塔，美國配音員、喜劇演員
- 1958年：陳昇，台灣歌手
- 1961年：史蒂文·蘭道爾·蘭迪·傑克遜，美國搖滾音樂歌手
- 1962年：叶海亚·辛瓦尔，哈瑪斯領導人（2024年逝世）
- 1963年：傑德·布拉非，紐西蘭電影演員[1]
- 1964年：雅斯门·勒·邦，英國超級名模
- 1965年：陳曉旭，中國女演員
- 1966年：孫小梅，中國電視節目主持人
- 1968年：淳君，日本音樂製作人、歌手、作詞家、作曲家
- 1969年：陶晶瑩，台灣節目主持人、歌手、作家
- 1970年：雲達沙，荷蘭職業足球運動員
- 1970年：高古，荷蘭職業足球運動員
- 1971年：馬化腾，中國企業家，腾讯公司創始人
- 1971年：薇諾娜·瑞德，美國女演員
- 1972年：艾力克斯，台灣藝人
- 1972年：堀江贵文，日本知名門戶網站「活力門」前總經理
- 1972年：加布里埃爾·尤尼恩，美國女演員
- 1973年：皮利斯，法國職業足球運動員
- 1973年：方展發，新加坡男演員
- 1974年：趙在允，韓國男演員
- 1975年：林熙蕾，台灣女演員
- 1976年：馬克·希恩，愛爾蘭音樂家、歌手、作曲家、唱片製作人，搖滾樂團手創樂團吉他手（2023年逝世）
- 1978年：姬莉·史密芙，英格蘭女子足球運動員
- 1980年：Ana R.，香港女模特兒
- 1980年：姜文杰，香港歌手
- 1980年：班·佛斯特，美國男演員
- 1981年：阿曼达·比爾德，美國游泳運動員
- 1982年：林依晨，台灣女演員
- 1982年：張雁名，台灣男演員
- 1982年：艾哈迈德·沙拉，敘利亞政治人物、軍事人物，現任敘利亞總統
- 1984年：姚淳耀，台灣主持人、演員
- 1984年：嚴乙恩，香港藝人、演員
- 1984年：王壹，中國動畫導演
- 1984年：阿尔瓦罗·拉斐尔·冈萨雷斯，烏拉圭職業足球運動員
- 1985年：葉宇澄，香港歌手、主持人
- 1986年：ONE，日本漫畫家
- 1986年：Rio，日本AV女優
- 1987年：周大觀，台灣兒童詩作家（1997年逝世）
- 1987年：趙奕歡，中國女演員
- 1987年：小川麻琴，日本女歌手
- 1988年：王浩宇，台灣政治人物
- 1988年：文夢洋，中國演員
- 1990年：陳冠宇，台灣旅日職業棒球選手
- 1990年：陳蕾，香港女性創作歌手
- 1991年：魏然，中國男歌手
- 1993年：Leo王，台灣創作歌手
- 1995年：毛衍七，中國女歌手
- 1995年：克麗斯塔·出口，加拿大女子柔道運動員
- 1996年：陳哲遠，中國歌手、演員
- 1998年：蘭斯·斯托爾，加拿大一級方程式賽車車手
- 1999年：馮琳，中國女主持人
- 2003年：奧馬利·赫捷臣，牙買加職業足球運動員

## 逝世
- 1268年：腓特烈一世，巴登藩侯（1249年出生）
- 1590年：迪爾克·庫恩赫特，荷蘭翻譯家、詩人、劇作家、版畫家（1522年出生）
- 1618年：沃爾特·雷利，英国冒险家（1552年出生）
- 1678年：德川綱重，日本江戶時代初期大名（1644年出生）
- 1877年：內森·福雷斯特，南北战争联盟军高级将领（1821年出生）
- 1889年：车尔尼雪夫斯基，俄国革命民主主义者（1828年出生）
- 1897年：亨利·乔治，美國政治經濟學家、新聞工作者（1839年出生）
- 1907年：里昂·佐克茲，美國無政府主義者，刺殺美國總統威廉·麥金萊的兇手（1873年出生）
- 1911年：約瑟夫·普利策，美国现代报业奠基人（1847年出生）
- 1918年：莊士勳，臺灣舉人、詩人、書法家（1856年出生）
- 1933年：阿爾貝·卡爾梅特，法國細菌學家、免疫學家、醫生，卡介苗發明者（1863年出生）
- 1940年：潘佩珠，越南獨立運動革命家（1867年出生）
- 1942年：金躍淵，朝鮮獨立運動家、教育家、牧師（1868年出生）
- 1943年：傅瑞憲，英國殖民地官員（1896年出生）
- 1947年：弗朗西斯·克利夫兰，美國第一夫人（1864年出生）
- 1949年：中島知久平，日本實業家、政治人物，中島飛機創辦人（1884年出生）
- 1977年：陈望道，文学家、教育家（1890年出生）
- 1977年：千代之山雅信，日本相撲力士，第41代橫綱（1929年出生）
- 1985年：郭影秋，中国教育家（1909年出生）
- 1989年：温玉成，中国人民解放军中将（1915年出生）
- 1991年：黄君壁，国画大师。（1898年出生）
- 1999年：柏立基，第23任香港總督（1906年出生）
- 2002年：田長霖，台灣物理學家（1935年出生）
- 2003年：弗兰科·科莱里，意大利男高音歌唱家（1921年出生）
- 2005年：臧玉琰，中国男高音歌唱家[2]（1923年出生）
- 2006年：乔治·萨里迪斯（George N. Saridis），智能控制和机器人学的主要创始人之一。[3]
- 2007年：谷口千吉，日本電影導演（1912年出生）
- 2007年：張桃芳，中国人民志願軍狙擊手（1931年出生）
- 2009年：贝时璋，中国生物学家（1903年出生）
- 2011年：吉米·薩維爾，英國唱片騎師（1926年出生）
- 2019年：从维熙，中国作家（1933年出生）
- 2021年：太田淑子，日本女性聲優、演員（1932年出生）
- 2021年：克萊門特·穆安巴，剛果共和國政治人物，第16任剛果共和國總理（1943年出生）

## 節假日和習俗
- 世界中風日
- 美国：國家貓日
- 土耳其：國慶日
- 新西兰：教師節
- 柬埔寨：国王登基日

## 體育
- 1996年：中華職棒七年總冠軍第一戰在台南舉行，統一獅以15:2勝味全龍，統一獅全隊共擊出二十四支安打，兩隊共同創下當時六項總冠軍賽的紀錄，分別是單隊得分（統一獅15分）、勝分差（13分）、單隊安打（統一獅24支）、兩隊安打（32支）、單隊二壘安打（統一獅5支）、單隊打點（統一獅14分）。